# Regina Cachán
Luisa Regina Cachán Muñoz (21 de enero de 1979) es una deportista española que compitió en natación adaptada. Ganó tres medallas de plata en los Juegos Paralímpicos de Barcelona 1992.

## Palmarés internacional
| Juegos Paralímpicos | Juegos Paralímpicos | Juegos Paralímpicos | Juegos Paralímpicos         |
| Año                 | Lugar               | Medalla             | Prueba                      |
| ------------------- | ------------------- | ------------------- | --------------------------- |
| 1992                | Barcelona (España)  | Medalla de plata    | 50 m braza SB2              |
| 1992                | Barcelona (España)  | Medalla de plata    | 50 m mariposa S3-4          |
| 2004                | Atenas (Grecia)     | Medalla de plata    | 4 × 50 m estilos (20 ptos.) |